# ماتيو باراتش
ماتيو باراتش (بالكرواتية: Mateo Barać) هو لاعب كرة قدم كرواتي في مركز الدفاع، ولد في 20 يوليو 1994 في سيني، كرواتيا في كرواتيا. لعب مع رابيد فيينا.

## وصلات خارجية
- ماتيو باراتش على موقع اتحاد كرواتيا (الكرواتية)
- ماتيو باراتش على موقع قاعدة بيانات كرة القدم.إي يو (الإنجليزية)
- ماتيو باراتش على موقع ناشيونال فوتبول تيمز (الإنجليزية)
- ماتيو باراتش على موقع Soccerway.com (الإنجليزية)
- ماتيو باراتش على موقع عالم كرة القدم.نت (الإنجليزية)